# Metro-tytöt
Metro-tytöt — женское вокальное трио из Финляндии, существовавшее с 1947 по 1959 год. Название трио можно перевести как «Девушки из метро».

## История
Первоначально в состав ансамбля входили сёстры Анна-Лииса и Хертта Вякевяйнен, и их кузина Анникки Вякевяйнен; последнюю вскоре заменила певица русского происхождения Тамара Храмова. Художественным руководителем ансамбля был Гарри Бергстрём.
За двенадцать лет своего существования ансамбль записал множество романсов, например «Taikayö», «Äiti, sytytä lamppu», «Leskiäidin tyttäret», «Hiljainen kylätie» и другие. Кроме того, с ансамблем записывались многие финские певцы того времени, в частности Олави Вирта, Хенри Теель, Юха Эйрто и Матти Лоухивуори (последний был женат на Хертте Вякевяйнен). В 1959 году ансамбль прекратил своё существование.

## Состав
- Анна-Лииса Вякевяйнен (Хейнонен), 24 октября 1912 — 17 января 1970
- Хертта Вякевяйнен (Лоухивуори), 7 марта 1916 — 15 декабря 2010
- Анникки Вякевяйнен (Куисман), 3 января 1921 — 17 августа 2009
- Тамара Храмова (Дернятина), 6 июня 1926 — 3 июня 2003

## Дискография
- 20 suosikkia — Hiljainen kylätie, Warner (1999)